# Štěkeň (zámek)
Zámek Štěkeň je raně barokní zámecká budova ve Štěkni na Strakonicku. Stojí na místě někdejší tvrze, pocházející již ze 14. století. Od roku 1958 je chráněn jako kulturní památka.

## Historie
Původní tvrz přestavěli na zámek v letech 1664–1665 tehdejší majitelé panství, Losyové z Losinthalu. Jedním ze členů tohoto rodu byl také hrabě Jan Antonín Losy z Losinthalu, loutnista a hudební skladatel evropského významu, který se na zámku narodil. Ten zde nechal vybudovat (Losyho, či Velký) koncertní sál s prostorovou malbou, který dnes nese jeho jméno. Když zemřel Adam Filip, poslední hrabě Losy z Losinthalu, získal jej roku 1781 od jeho vdovy Josef Mikuláš z Windischgrätze.
Po první světové válce bylo celé panství v držení Alfréda Augusta z Windischgrätze dáno už v roce 1921 do záboru a na velkostatku provedena pozemková reforma. Dnem 1. srpna 1921 zahájil přídělový komisariát Státního pozemkového úřadu na přejatých částech velkostatku Štěkná, Vlachovo Březí, Češtice, Volyně o rozloze 1 700 ha provádění reformy. Správní výbor Státního pozemkového úřadu dne 17. srpna 1922 projednal rozhodnutí pracovní komise pro příděl a hospodářské záležitosti a komise pro přejímání a odhady a schválil velikosti zbytkových statků a drobného přídělu na objektech velkostatku Štěkná (Vlachovo Březí, Češtice, Volyně). Zemědělská půda byla rozparcelována a lesy postátněny. Dne 4. září 1922 byl zámek prodán Ústavu anglických panen.
Dne 1. srpna 1921 se ve Štěkni čp. 123 usadil pozemkový komisař V. Queisner s pomocníky a začal rychle pracovat. Není bez zajímavosti, že tento státní úředník se sám stal „zámeckým pánem“, když si později pořídil zabavený zámek ve Stráži nad Nežárkou. Podle původních záměrů byl zámek s kaplí svaté Barbory a přilehlým parkem (17 ha) pronajat do roku 1933 Ústavu anglických panen za 18.200 korun ročně + placení činžovní daně. Knížecí rodina si navíc vyhradila právo užívat pět místností k občasnému pobytu. Úředníci pak ale rozhodli jinak. Dne 4. září 1922 byl zámek prodán Ústavu anglických panen... Dvůr ve Štěkni si koupil Eduard Vachout, v Řepici rolnické družstvo, v Rovné Jan Šašek, v Droužeticích Jan Bízek. Panské dvory Cehnice, Čejetice a Mladějovice zůstaly v majetku ministerstva zemědělství. Knížecí kancelářskou budovu ve Štěkni získala Tělovýchovná jednota Sokol, zdejší lihovar pak hospodářské družstvo. Tak během dvouletého procesu zaniklo po 138 letech windischgraetzské panství v jižních Čechách
Pavel Koblasa, Panství Štěkeň a Windischgraetzové
Kongregace Anglických panen na zámku zřídila dívčí školu s internátem. Děvčata se učila francouzštině, angličtině, němčině, ženským ručním pracím, hře na klavír a na housle a zpěvu. Při učilišti fungovala dětská opatrovna. Kongregaci byl objekt na konci čtyřicátých let 20. století zkonfiskován. Poté zde do roku 2001 fungoval domov důchodců, již po roce 1990 byl však zchátralý zámek vrácen společenství Congregatio Jesu. Do zámku se vrátilo devět řeholnic.
„Když jsme předávaly dům, jenž byl znárodněn, byl plně zařízený. Byl zde i krásný nábytek, který zde zůstal po rodině Windisch-Graetzů. Když nám v roce 2001 vraceli dům, vše, co tady bylo, ukradli, odnesli anebo zničili. Zůstaly jenom holé zdi a zničené, špinavé podlahy. Nic tady nebylo, ani jedna židle. Tak nám to vrátili a to už byl komunismus dávno pryč,“ uvedla sestra Marie Cyrila Pinková.

### Návštěvníci
U příležitosti císařských manévrů v roce 1905 se ve Štěkni, která tehdy patřila knížeti Alfredu Windischgrätzovi týden zdržel císař František Josef I. Na zámku se dále nachází památný pokoj, ve kterém zemřel šumavský spisovatel Karel Klostermann (1848–1923). Ten zde žil jako malý chlapec, neboť jeho otec byl lékařem u Windischgrätzů. Později sem Karel Klostermann jezdíval na letní byt a prožil tu několik posledních let života.
V letech 1946–1948 zde studovala pozdější politická vězeňkyně Dagmar Šimková. Kvůli tanečním hodinám na zámku pobývala asi dva měsíce v roce 1947 herečka Zita Kabátová.

## Park
V anglickém parku u zámku rostou 300 let staré duby plazivé.

## Galerie

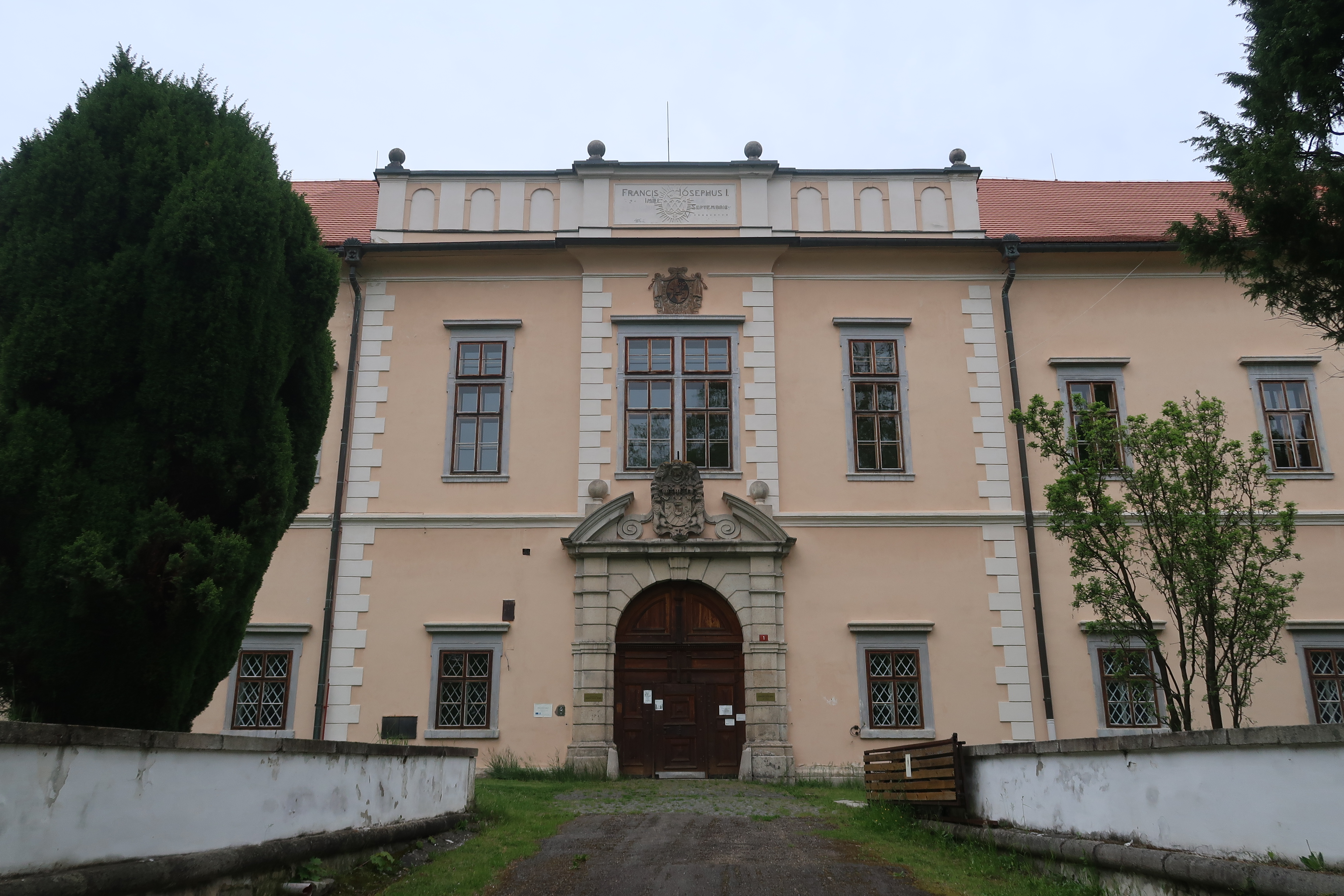
Hlavní vstup do zámku
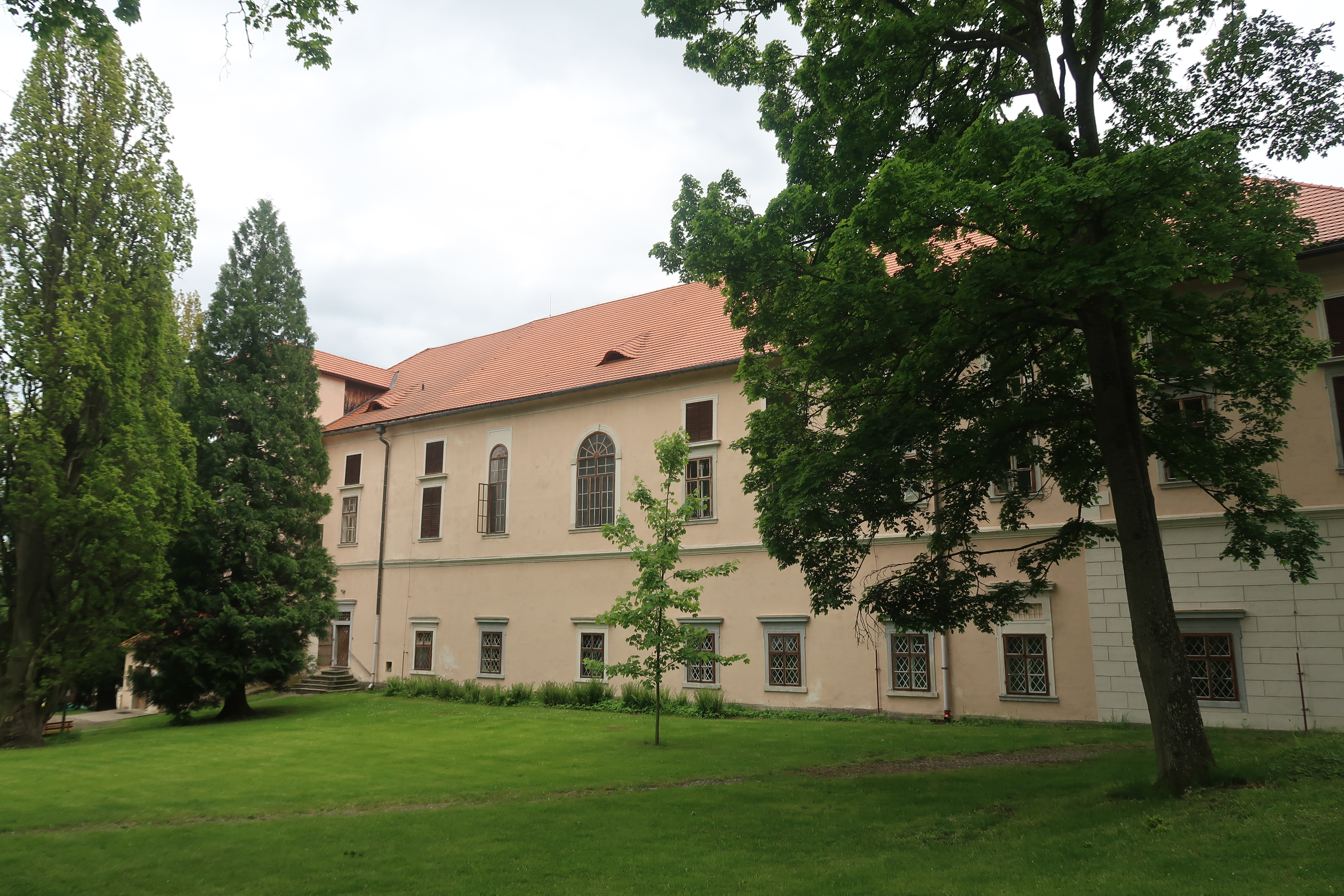
Severní průčelí zámku
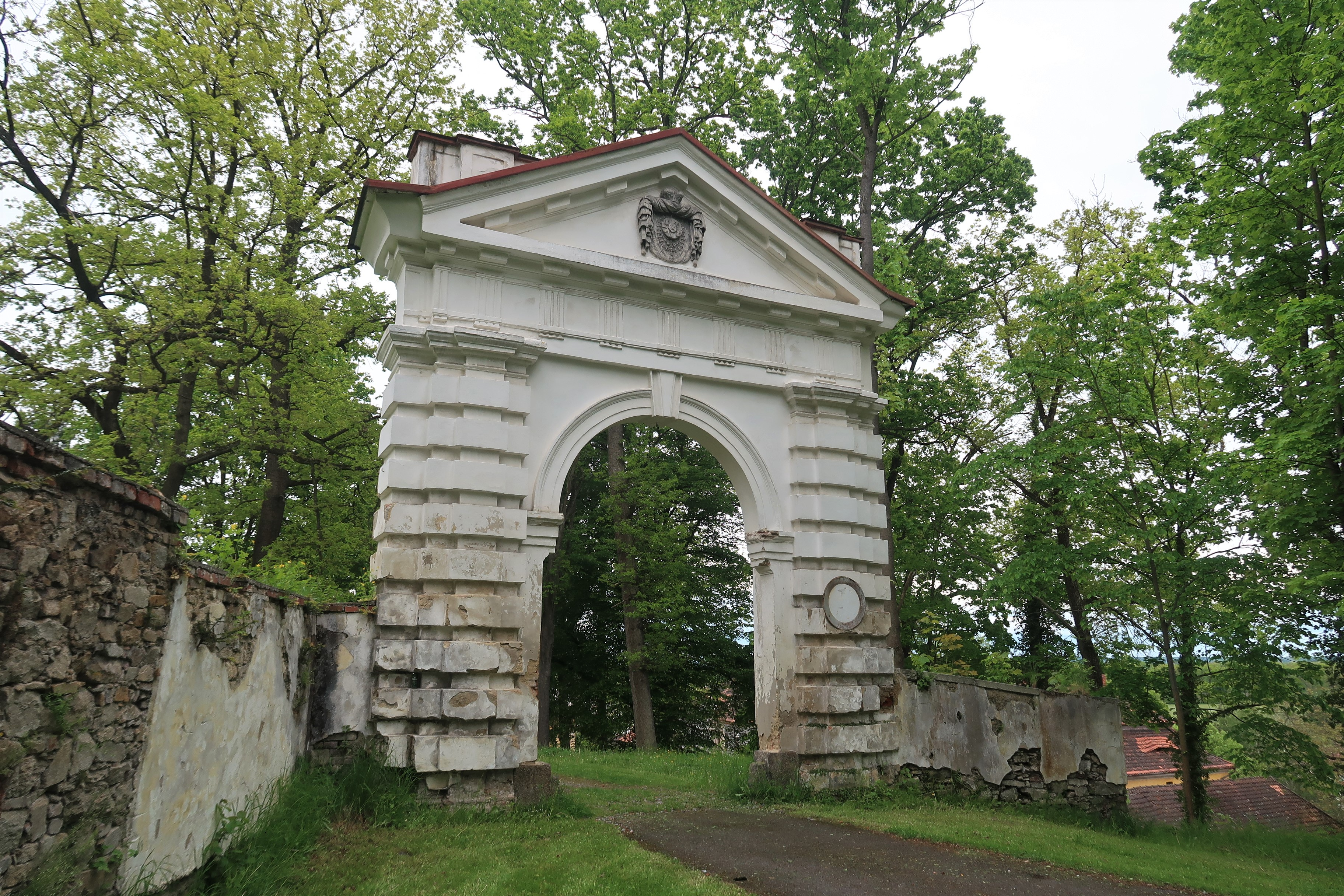
Brána do zámeckého parku z ulice U Zámku
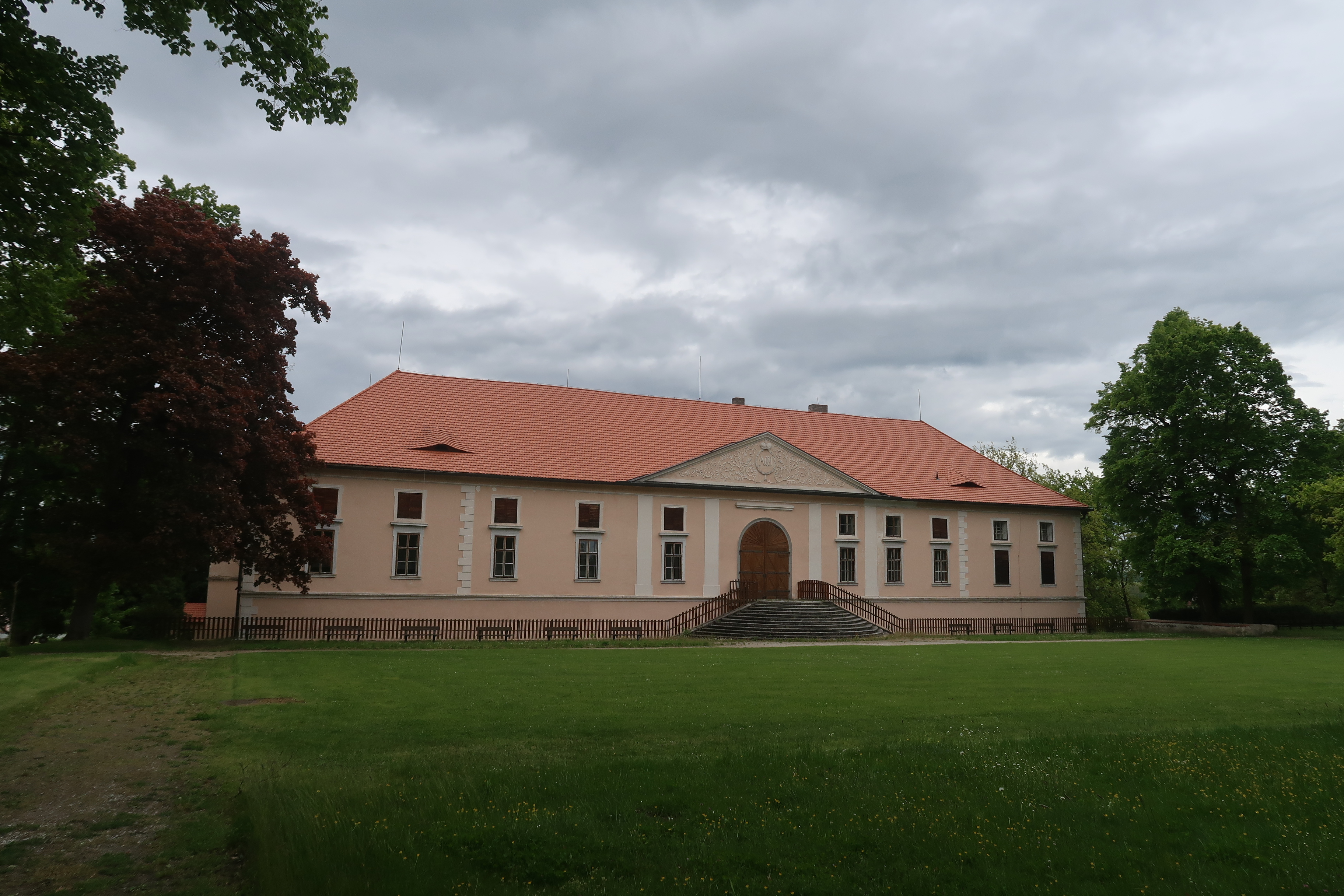
Zahradní průčelí zámku
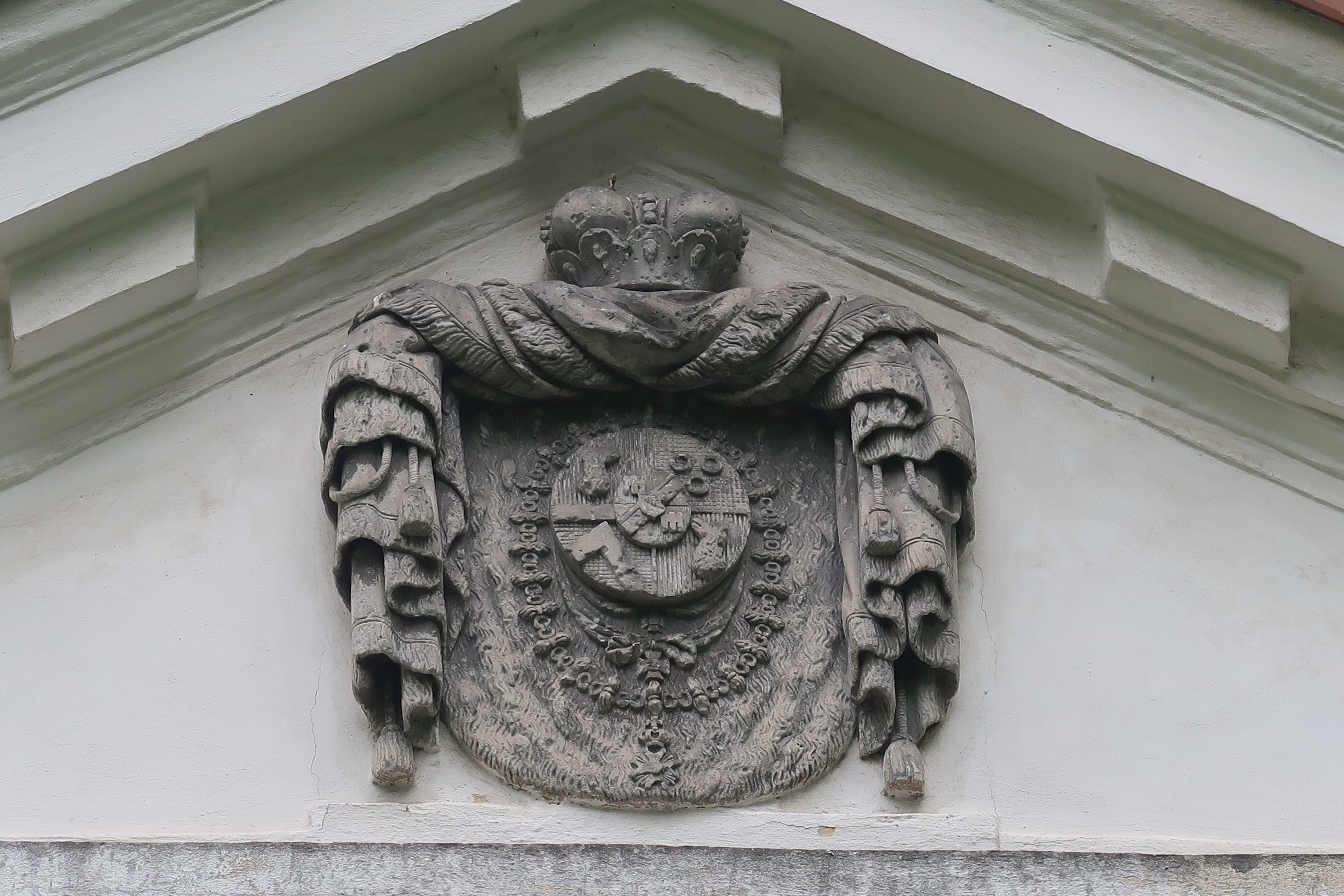
Erb Windischgrätzů na bráně do zámeckého parku
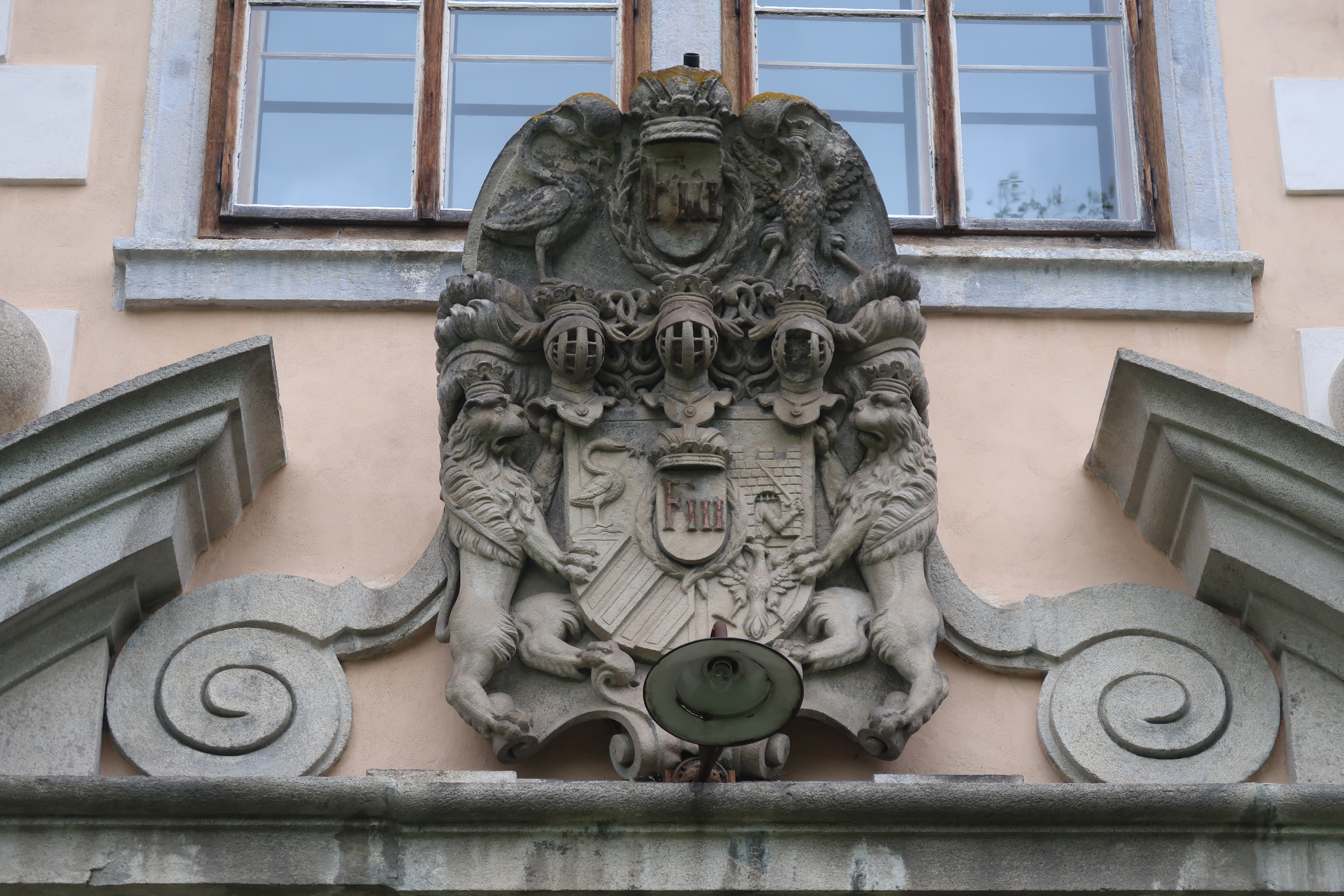
Erb Losyů nad hlavním vstupem do zámku
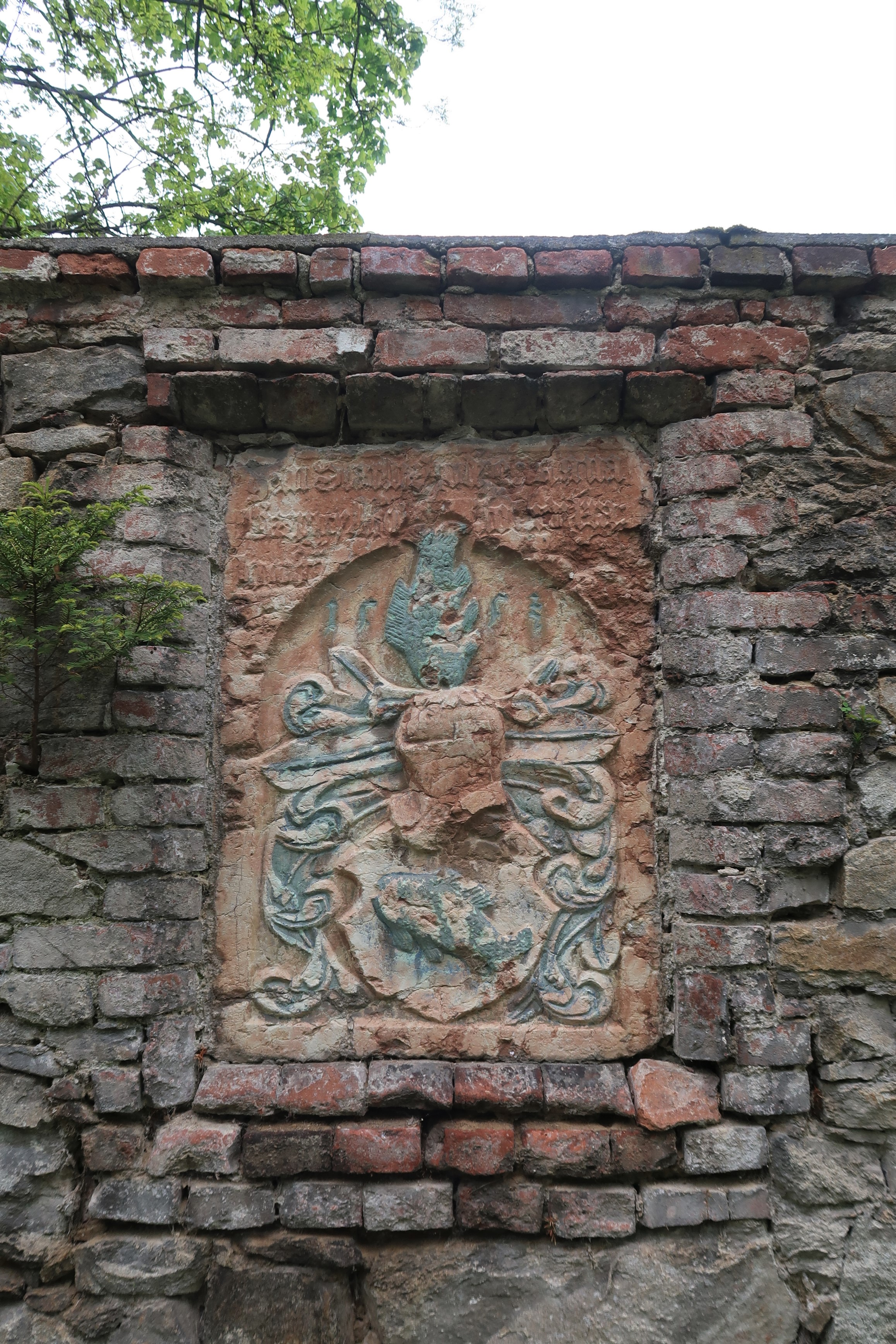
Erb Hodějovských v ohradní zdi zámeckého parku